# 米蘭站
- 關於意大利米蘭的鐵路車站，請見「米兰中央车站」。
- 關於位于新疆生产建设兵团第二师三十六团的中国国铁格库铁路车站，請見「米兰站 (新疆)」。

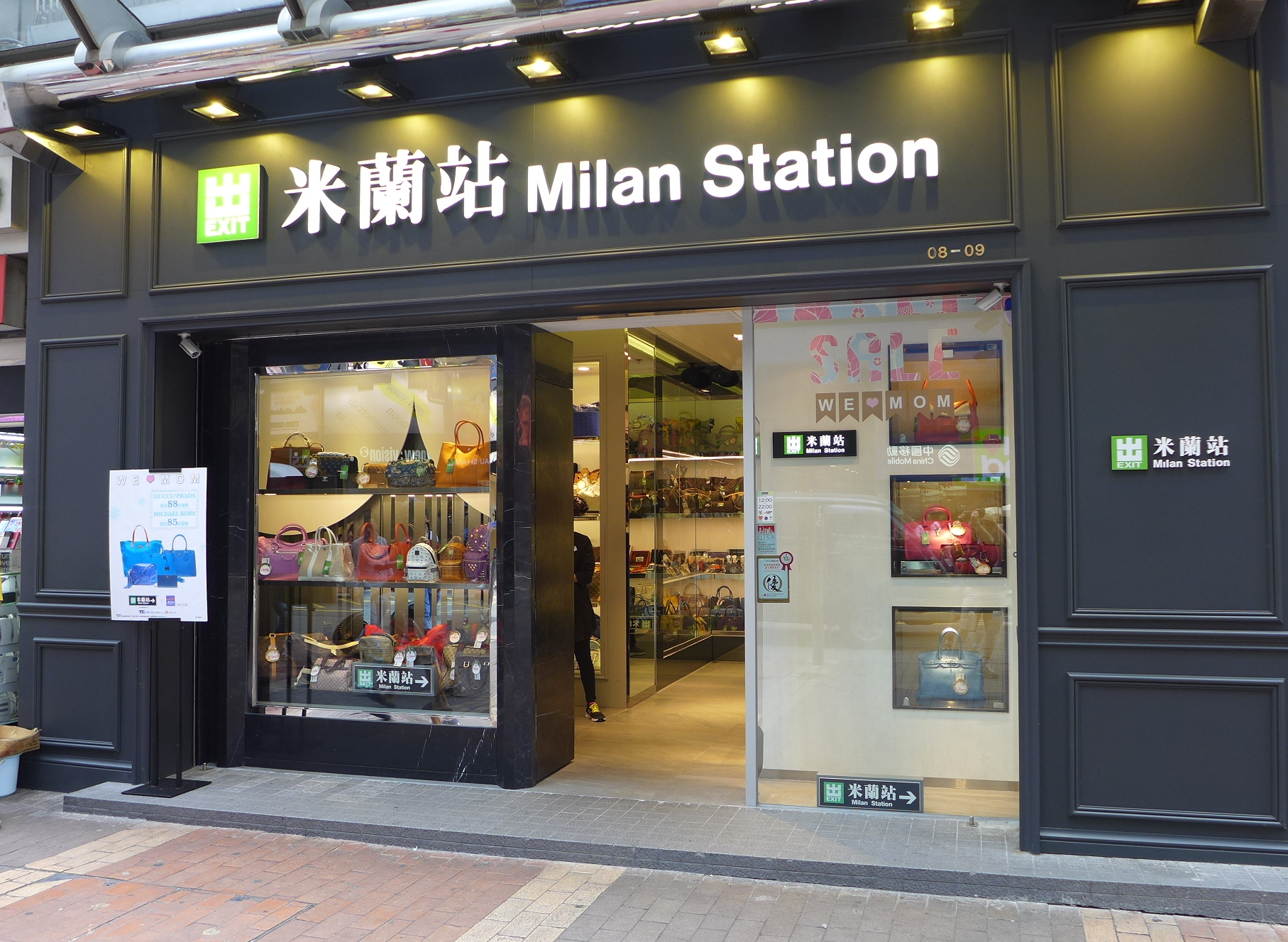
旺角米蘭站

米蘭站控股有限公司 （港交所：1150）是香港上市公司，於2001年成立，主要在中國內地、香港及澳門從事名牌二手手袋及時裝零售業務。公司董事會主席是香港人姚君達，中五畢業後以小販出身，由尖沙嘴加連威老道擺地攤開始，到2001年在尖沙咀開設第一間分店。到2007年於澳門開設第一間海外分店，同年推出自家品牌—「MS 系列」。一年後在2008年在中國北京設第一間分店。
米蘭站於2011年5月進行公開招股，反應熱烈，公開發售部份超額認購2,180倍，打破天津港發展的記錄，成為香港史上超購倍數最多的新股。而高峰時期品牌共有14家分店。
2017年5月15日，被獨立股評人大衛·韋伯列為「50隻不能買的港股」名單之一。到2020年3月，公司決定放棄租用10多年，位於中環威靈頓街26號地下，面積約630平方呎的舖位。

## 董事會主席
- 在2011年上市總資產值20億港元，包括豪宅樓盤

## 資料來源
1. ↑  香港品牌發展局 的存檔，存档日期2016-08-22.
2. ↑  . 香港品牌發展局. 香港品牌發展局.   [2020-04-18]. （原始内容存档于2019-11-05）.
3. ↑  有升有跌 超購王長線表現參差 蘋果日報，2011年5月17日
4. ↑  . 信報財經新聞. 2017-05-15  [2020-04-18]. （原始内容存档于2018-08-26）.
5. ↑  . 香港經濟日報. 2020-04-09  [2020-04-18].

- 地攤小子米蘭站上市　集資認購爆燈 （页面存档备份，存于） 蘋果日報，2011年5月17日

## 外部連結
- 米蘭站招股章程 （页面存档备份，存于）
- 米蘭站公司網站 （页面存档备份，存于）